# جان آدلر
جان هربرت آدلر (John Herbert Adler) (زادهٔ ۲۳ اوت ۱۹۵۹ – درگذشتهٔ ۴ آوریل ۲۰۱۱)، وکیل، سیاستمدار و عضو حزب دموکرات که از سال ۲۰۰۹ تا ۲۰۱۱، برای یک دوره نمایندهٔ حوزهٔ انتخاباتی سوم نیوجرسی بود. او در انتخابات کنگرهٔ سال ۲۰۱۰، از جون رونیان، فوتبالیست سابق تیم فیلادلفیا ایگلز شکست خورد. آدلر پیش از عضویت در کنگره، از سال ۱۹۹۲ تا ۲۰۰۹، عضو مجلس سنای نیوجرسی و نمایندهٔ حوزهٔ ششم قانونگذاری بود.
آدلر تنها چند ماه پس از ترک مجلس، به‌طور ناگهانی در اثر عفونت استافیلوکوک و التهاب درون‌شامه قلب درگذشت. در سال ۲۰۱۲، همسرش شلی، نامزدی خود را برای این کرسی اعلام کرد، اما در نهایت از رونیان شکست خورد.

## اوایل زندگی و تحصیلات
آدلر در فیلادلفیا چشم به جهان گشود. والدینش مری لوئیز (با نام دوشیزگی بیتی) و جان هربرت آدلر بودند. اصل و نسب آدلر به آلمان (از جمله باواریا)، انگلیس و ایرلند برمی‌گشت. زمانی که دو ساله بود، خانواده‌اش به هادونفیلد، ایالت نیوجرسی نقل مکان کردند. پدرش خشک‌شویی کوچکی داشت. زمانی که آدلر در دبیرستان بود، پدرش بر اثر حملهٔ قلبی درگذشت. آدلر و مادرش در ادارهٔ تجارت خانوادگی شکست خوردند و برای گذران زندگی از مزایای تأمین اجتماعی پدرش برای بیوه‌ها و صغیرها استفاده کردند. آدلر در دبیرستان یادمان هادونفیلد تحصیل کرد. او مدرک کارشناسی خود در خدمات دولتی را از کالج هاروارد و دکترای تخصصی حقوق را از دانشکدهٔ حقوق هاروارد دریافت کرد. آدلر هزینه‌های دانشکدهٔ حقوق را از طریق وام‌های دانشجویی، کمک هزینه‌های تحصیلی و انجام کارهای گوناگون پرداخت کرد.

## اوایل حرفهٔ سیاسی
آدلر از سال ۱۹۸۸ تا ۱۹۸۹، در شورای شهرستان چری هیل خدمت و در حین خدمت در آنجا، مقررات رفتاری شهرستان را تصویب کرد.
در سال ۱۹۹۰، آدلر برای گرفتن کرسی حوزهٔ سوم انتخاباتی نیوجرسی با نمایندهٔ وقت، جیم ساکستون به رقابت پرداخت. آدلر با اختلاف ۶۰٪ بر ۴۰٪ از ساکستون شکست خورد.

## مجلس سنای ایالت نیوجرسی
آدلر در سال ۱۹۹۱ به عضویت مجلس سنای نیوجرسی درآمد، و از سال ۱۹۹۲ تا زمان آغاز به کارش در مجلس نمایندگان ایالات متحده در سال ۲۰۰۹، در آنجا خدمت کرد. او زمانی که در مجلس سنا بود، در کمیتهٔ قضایی (به عنوان رئیس) و کمیتهٔ محیط زیست خدمت می‌کرد. او از سال ۱۹۹۵ در کمیسیون نیوجرسی-اسرائیل و از سال ۱۹۹۴ تا ۲۰۰۲، در کمیسیون روابط درون‌دولتی نیوجرسی خدمت کرد.

### قانونگذاری
آدلر در تصویب لایحهٔ هوای بدون دود نیوجرسی در سال ۲۰۰۶، شرکت داشت که به موجب آن استعمال دخانیات تقریباً در تمام مکان‌های عمومی ممنوع شد. آدلر یکی از سه حامی لایحه‌ای بود که در سال ۲۰۰۸ در سنا مطرح شد که ممنوعیت استعمال دخانیات در کازینوها و مراکز پخش همزمان که در لایحهٔ پیشین، ممنوعیت‌شان مستثنی شده بود را شامل می‌شد.

## مجلس نمایندگان ایالات متحده
آدلر از سوی مجلهٔ نشنال به عنوان یکی از ده نمایندهٔ میانه‌رو در مجلس نمایندگان رتبه‌بندی شد. او ۵۰٫۵ درصد لیبرال و ۴۹٫۵ درصد محافظه‌کار رتبه‌بندی شده‌است.

### قانونگذاری
آدلر حامی لایحهٔ بهبود و سرمایه‌گذاری مجدد آمریکا بود. او علیه برنامهٔ کمک به دارایی‌های نابسامان و بعدها به اتمام این برنامه رأی داد. در ژانویه ۲۰۰۹، آدلر اولین لایحهٔ خود را به عنوان نمایندهٔ ایالات متحده اعلام کرد: لایحهٔ حفاظت از سالمندان و کهنه سربازان آمریکا که پرداخت ۵۰۰ دلار را فقط برای یکبار به افراد واجد شرایط برای تأمین اجتماعی، بازنشستگی راه‌آهن، یا حقوق از کار افتادگی جانبازان الزامی می‌کرد. طبق بیانیهٔ دفتر آدلر، این لایحه ضروری بود، زیرا «قانون بهبود و سرمایه‌گذاری مجدد آمریکا در سال ۲۰۰۹، نیازهای سالمندان و کهنه سربازان ما را رفع نمی‌کند.» این لایحه توجه ۱۱ حامی را جلب کرد و به کمیتهٔ فرعی امور ایثارگران مجلس در امور بهداشت ارجاع داده شد، و بیش از این پیش نرفت. آدلر به قانون اصلاح وال استریت و حمایت از مصرف‌کننده، موسوم به قانون داد-فرانک رأی داد.
در نوامبر ۲۰۰۹ و مارس ۲۰۱۰، آدلر علیه لوایح خدمات درمانی مجلس نمایندگان و مجلس سنا رأی داد. او طوماری که از سوی استیو کینگ، جمهوری‌خواه آیووا برای لغو کامل این قانون منتشر شده بود را امضاء نکرد.
آدلر به قانون سلامت و انرژی پاک آمریکا رأی مثبت داد.

## کمپین‌های سیاسی

### ۲۰۰۸
در ۲۰ سپتامبر ۲۰۰۷، آدلر اعلام کرد که برای بار دوم، قصد رقابت با ساکستون را دارد. تا آن وقت، این ناحیه به عنوان حوزهٔ سوم انتخاباتی نیوجرسی مجدداً شماره گذاری شده بود. این حوزه از حومهٔ فیلادلفیا تا شهرستان اوشن را شامل می‌شود. در ۹ نوامبر ۲۰۰۷، ساکستون اعلام کرد که به دلیل سرطان پروستات در انتخابات سال ۲۰۰۸ شرکت نخواهد کرد. این موضوع به طرز چشمگیری، روند این رقابت را تغییر داد. آدلر به جای مواجه با رقیبی کهنه‌کار، اکنون با جایگاهی بلامانع روبه‌رو شده بود. او در انتخابات مقدماتی دموکرات‌ها رقیبی نداشت و با شهردار جمهوری‌خواه مدفورد، مدیر اجرایی شرکت لاکهید مارتین و کهنه سرباز جنگ خلیج، کریس مایرز به رقابت پرداخت. آدلر در تمام طول رقابت، نسبت به حریف خود مایرز، برتری مالی ۱–۱۰ یا ۱–۵ داشت. آدلر در میان نامزدهای غیرمتصدی کنگره، بیشترین پول را در کشور فراهم کرده بود.

## زندگی شخصی
آدلر زمانی که در دانشکدهٔ حقوق هاروارد بود، با همسرش شلی (زادهٔ ۴ اکتبر ۱۹۵۹، شیکاگو، ایالت ایلینوی) ملاقات کرد. آدلر که پیرو کلیسای اسقفی بود، در سال ۱۹۸۵، به دین همسرش، یهودیت گروید. آنها پس از فارغ‌التحصیلی، به جنوب جرسی بازگشتند و ساکن چری هیل شدند. آدلر تا زمان مرگش، به همراه همسر و چهار پسر خود در چری هیل اقامت داشت. شلی وکیل و عضو سابق شورای شهر است.
در مارس ۲۰۱۱، آدلر به عفونت استافیلوکوک مبتلا که منجر به التهاب درون‌شامه قلب و در نتیجه جراحی قلب شد. او هرگز به هوش نیامد و در ۴ آوریل ۲۰۱۱ درگذشت. آدلر در پارک یادبود لوکستوود، در شهرستان چری هیل به خاک سپرده شد.
در سال ۲۰۱۲، شلی آدلر برای گرفتن کرسی سابق آدلر در مجلس ایالات متحده نامزد شد، اما از رونیان شکست خورد.